# Ron Crawford (pallanuotista)
Ronald Emerson Crawford, detto Ron (Brea, 6 dicembre 1939 – Manhattan Beach, 20 dicembre 2015), è stato un pallanuotista e allenatore di pallanuoto statunitense.
Ha fatto parte della Stati Uniti ai Giochi di Roma 1960, di Tokyo 1964 e di Città del Messico 1968.
Ha vinto 1 oro ed 1 argento ai Giochi panamericani del 1959 e del 1963.
Nel 1966 divenne allenatore di pallanuoto alla Beverly Hills High School, dove continuò ad allenare almeno fino all'inizio degli anni '90.
Nel 1977, è stato inserito nella USA Water Polo Hall of Fame.
Nel 1983 è diventato il primo giocatore di pallanuoto americano ad essere inserito nella International water polo Hall of Fame.